# Cretaceratina
Cretaceratina is een geslacht van uitgestorven kreeftachtigen uit de klasse van de Ostracoda (mosselkreeftjes).

## Soort
- Cretaceratina trispinosa Neale, 1975 †